# 索斯诺夫斯科耶
索斯诺夫斯科耶（羅馬化：Sosnovskoye）是俄罗斯下诺夫哥罗德州的市级镇、索斯诺夫斯科耶区行政中心，地处下诺夫哥罗德州西部，位于州府下诺夫哥罗德西南方。伏尔加河流域内一条小河流经该镇西侧。
该地2021年人口有8,159人；2010年人口8,746；2002年人口9,207；1989年人口9,187。